# The ReVe Festival: Day 2
The ReVe Festival: Day 2 – siódmy minialbum południowokoreańskiej grupy Red Velvet, wydany 20 sierpnia 2019 roku przez wytwórnię SM Entertainment i dystrybuowany przez Dreamus. Płytę promował singel „Umpah Umpah” (kor. 음파음파 (Umpah Umpah)). Jest to drugie wydawnictwo z trylogii The ReVe Festival (kor 더 리브 페스티벌).
Sprzedał się w nakładzie 119 462 egzemplarzy w Korei Południowej (stan na styczeń 2020 r.).

## Lista utworów
| CD | CD | CD                                                    | CD | CD                                                             | CD      |
| Nr | Tytuł utworu | Tekst                                                 | Kompozycja                                                                                                  | Aranżacja                                                      | Długość |
| -- | --- | ----------------------------------------------------- | --- | -------------------------------------------------------------- | ------- |
| 1. | „Umpah Umpah” (kor. 음파음파 (Umpah Umpah))                                                                      | Jeon Gandi                                            | Christoffer Lauridsen, Andreas Öberg, Allison Kaplan                                                        | Christoffer Lauridsen, Andreas Öberg                           | 3:40    |
| 2. | „Carpool” (kor. 카풀 (Carpool))                                                                                  | Kenzie                                                | Sophia Ayana, Léon Paul Palmen, Nathan Cunningham, Marc Sibley                                              | Sophia Ayana, Léon Paul Palmen, Nathan Cunningham, Marc Sibley | 3:27    |
| 3. | „Love Is The Way”                                                                                                | Goo Tae-woo (Jam Factory), Shin Hye-sun (Jam Factory) | Ryan S. Jhun, Denzil “DR” Remedios, Nermin Harambasic, Rodnae “Chikk” Bell, Courtney Woolsey, Charite Viken | Denzil "DR" Remedios                                           | 3:32    |
| 4. | „Jumpin’” | Kenzie                                                | Kenzie, Caesar & Loui, Ylva Dimberg                                                                         | Caesar & Loui                                                  | 3:36    |
| 5. | „Ladies Night”                                                                                                   | Park Ji-yeon (Mono Tree)                              | Chu Dae-gwan (Mono Tree), Andreas Öberg, Maja Keuc                                                          | Chu Dae-gwan (Mono Tree)                                       | :57     |
| 6. | „Nun matchugo, son matdaego (Eyes Locked, Hands Locked)” (kor. 눈 맞추고, 손 맞대고 (Eyes Locked, Hands Locked)) | Sumin                                                 | Sumin | Sumin, Jeong Dong-hwan                                         | 4:11    |

## Notowania
| Lista                        | Pozycja |
| ---------------------------- | ------- |
| French Digital Albums (SNEP) | 52      |
| Gaon Weekly Album Chart      | 1       |
| Gaon Yearly Album Chart      | 51      |
| Five Music (Tajwan)          | 1       |
| Oricon Weekly Album Chart    | 17      |
| Billboard Japan Hot Albums   | 54      |
| Billboard World Albums       | 6       |
| Heatseekers Albums           | 11      |
| UK Digital Albums (OCC)      | 51      |